# 鮑爾格勞恩德 (喬治亞州)
鮑爾格朗德（英語：Ball Ground）是一個位於美國喬治亞州切羅基縣的城市。

## 地理
鮑爾格朗德的座標為34°20′14″N 84°22′42″W / 34.33722°N 84.37833°W，而該地的平均海拔高度為336米（即1102英尺）。

## 人口
根據2010年美國人口普查的數據，鮑爾格朗德的面積為15.13平方千米，當中陸地面積為15.06平方千米，而水域面積為0.07平方千米。當地共有人口1433人，而人口密度為每平方千米94人。